# Haselor
Haselor – wieś i civil parish w Anglii, w hrabstwie Warwickshire, w dystrykcie Stratford-on-Avon. Leży 18 km na południowy zachód od miasta Warwick i 141 km na północny zachód od Londynu. W 2011 roku civil parish liczyła 220 mieszkańców. Haselor jest wspomniana w Domesday Book (1086) jako Haseloue.